# Pelican Lagoon
Pelican Lagoon är en vik i Australien. Den ligger i kommunen Kangaroo Island och delstaten South Australia, omkring 120 kilometer sydväst om delstatshuvudstaden Adelaide. 
I omgivningarna runt Pelican Lagoon växer huvudsakligen savannskog. Trakten runt Pelican Lagoon är nära nog obefolkad, med mindre än två invånare per kvadratkilometer. Genomsnittlig årsnederbörd är 753 millimeter. Den regnigaste månaden är juni, med i genomsnitt 143 mm nederbörd, och den torraste är januari, med 21 mm nederbörd.